# Kentaro Kai
Kentaro Kai (甲斐 健太郎 Kai Kentaro?, Osaka, 1 de noviembre de 1994) es un futbolista japonés que juega como defensa en el FC Gifu.

## Trayectoria

### Clubes
| Club                     | País  | Año       |
| ------------------------ | ----- | --------- |
| FC Gifu                  | Japón | 2016-2021 |
| Gainare Tottori (cedido) | Japón | 2018      |
| Iwate Grulla Morioka     | Japón | 2022-2023 |
| FC Gifu                  | Japón | 2024-     |